# Fighter Command (jeu vidéo)
Fighter Command est un jeu vidéo de type wargame créé par Charles Merrow et Jack Avery et publié par Strategic Simulations en 1983 sur Apple II puis en 1985 sur Commodore 64. Le jeu se déroule pendant la Seconde Guerre mondiale et simule la bataille d'Angleterre. Le jouer peut y affronter un autre joueur ou l'ordinateur. Dans ce dernier cas, il peut choisir d'incarner le commandant de la Luftwaffe ou celui de la Royal Air Force et contrôle une escadrille d'avions de chasse devant détruire les avions, les radars, les aérodromes et les villes de l'ennemi. Le jeu prend en compte le moral, la fatigue et l’expérience des troupes qui évoluent après chaque mission. Chaque jour, les joueurs reçoivent des rapports de leurs services de renseignement respectif qui les informe sur le déroulement des opérations. Une carte en couleur du sud de l’Angleterre est en permanence affichée à l’écran.

## Système de jeu
Fighter Command est un wargame qui simule, à l'échelle opérationnelle et stratégique, la bataille d'Angleterre de la Seconde Guerre mondiale. Le jeu peut opposer deux joueurs ou un joueur et l’ordinateur. Dans ce dernier cas, le joueur incarne le commandant de la Royal Air Force, Hugh Dowding, chargé de défendre l’Angleterre. L’ordinateur, qui peut jouer à cinq niveau de difficulté différent, contrôle Hermann Goering, qui commande les missions de la Luftwaffe. Le jeu propose un scénario, simulant une unique journée de combat, ainsi qu’une campagne qui couvre une période allant de mi-août à mi-septembre 1940.
Chaque tour de jeu est divisé en deux phases. Lors de la première, la phase d’ordres, les deux camps reçoivent d’abord des rapports sur les dégâts causés et subis lors du précédent jour de combat, les informations sur les dégâts subis par l’ennemi pouvant se révéler imprécises. Ils reçoivent également des rapports sur le nombre d’avions et d’équipages disponibles, sur le moral de chaque escadron et sur les conditions météorologiques. Sur ce dernier point, les prévisions des Allemands concernant la météo en Angleterre sont moins précises que celles des Anglais. Cette phase permet également au camp Allemand de planifier ses raids aériens et d’assigner des avions de chasses à leur protection.   De son côté, le camp Anglais doit tenter de déterminer où les bombardiers ennemis vont frapper, ainsi que la composition de leurs escadrons, afin d’organiser sa défense de ses villes et de ses installations. Il doit notamment défendre ses installations radars qui, si elles sont détruites, diminue l’efficacité de son écran radar. Il doit aussi protéger les usines de production de ses avions Hurricane et Spitfire afin de s’assurer de pouvoir remplacer les avions perdus au combat. Pour cela, il peut notamment transférer ses escadrons d’une base à l’autre, définir leurs cibles prioritaires et déterminer leur agressivité. Après cette phase, le programme passe à la phase d’exécution qui se déroule partiellement en temps réel. Celle-ci débute à 6h du matin et se termine lorsque le dernier raid Allemand quitte la carte ou à 18h. Sur un écran radar, le joueur repère les raids Allemands puis décide des escadrons à envoyer pour tenter de les stopper.  

## Publication
Fighter Command est publié par Strategic Simulations en 1983 sur Apple II. Il est ensuite porté sur Commodore 64 en octobre 1985.

## Accueil
| Fighter Command |      |       |
| Média           | Nat. | Notes |
| Tilt            | FR   | 4/6   |

À sa sortie, Fighter Command  est encensé par Tom Cheche, dans le magazine Computer Gaming World, qui le décrit comme « le plus bel exemple » de wargame sur ordinateur et qui l’élève au rang de « classique » et de « un sommet » du genre. Il salue en particulier sa réalisation, qu’il considère comme « un des points forts » du jeu grâce à son écran radar, sur lequel est mis à jour en temps réel le mouvement des avions, qui nécessite du joueur des décisions rapides. Il met également en avant son brouillard de guerre qui, d’après lui, élève le jeu du rang de simple wargame à celui d’une simulation « fidèle » qui recréé avec précision la pression qui a dû être ressenti lors de la bataille d’Angleterre. Il note enfin que c’est avec quelques connaissance des circonstances de la bataille que le joueur peut pleinement apprécier les qualités du jeu et conseil donc aux joueurs de parcourir sa documentation. La critique de James Delson dans Family Computing est également très positive. Celui-ci décrit en effet le jeu comme une « excellente simulation » de la bataille d’Angleterre qui se révèle être « une des simulations de combat aérien les plus excitantes ». Il conclut en estimant qu’il faut une douzaine d’heures pour terminer le scénario d’une journée, et un mois pour la campagne, et que le jeu « ne risque donc pas de devenir ennuyeux à la longue ».